# 華寶通訊
華寶通訊股份有限公司，簡稱華寶通訊或華寶，英文簡寫「CCI」，是台灣重要的手機代工公司。
華寶通訊的前身為於1999年2月12日創立之「華山通訊」。金仁寶集團內部合併之後，華寶通訊為消滅公司且併入續存公司仁寶電腦，成為仁寶電腦「智慧型裝置事業群」（SDBG）。

## 沿革

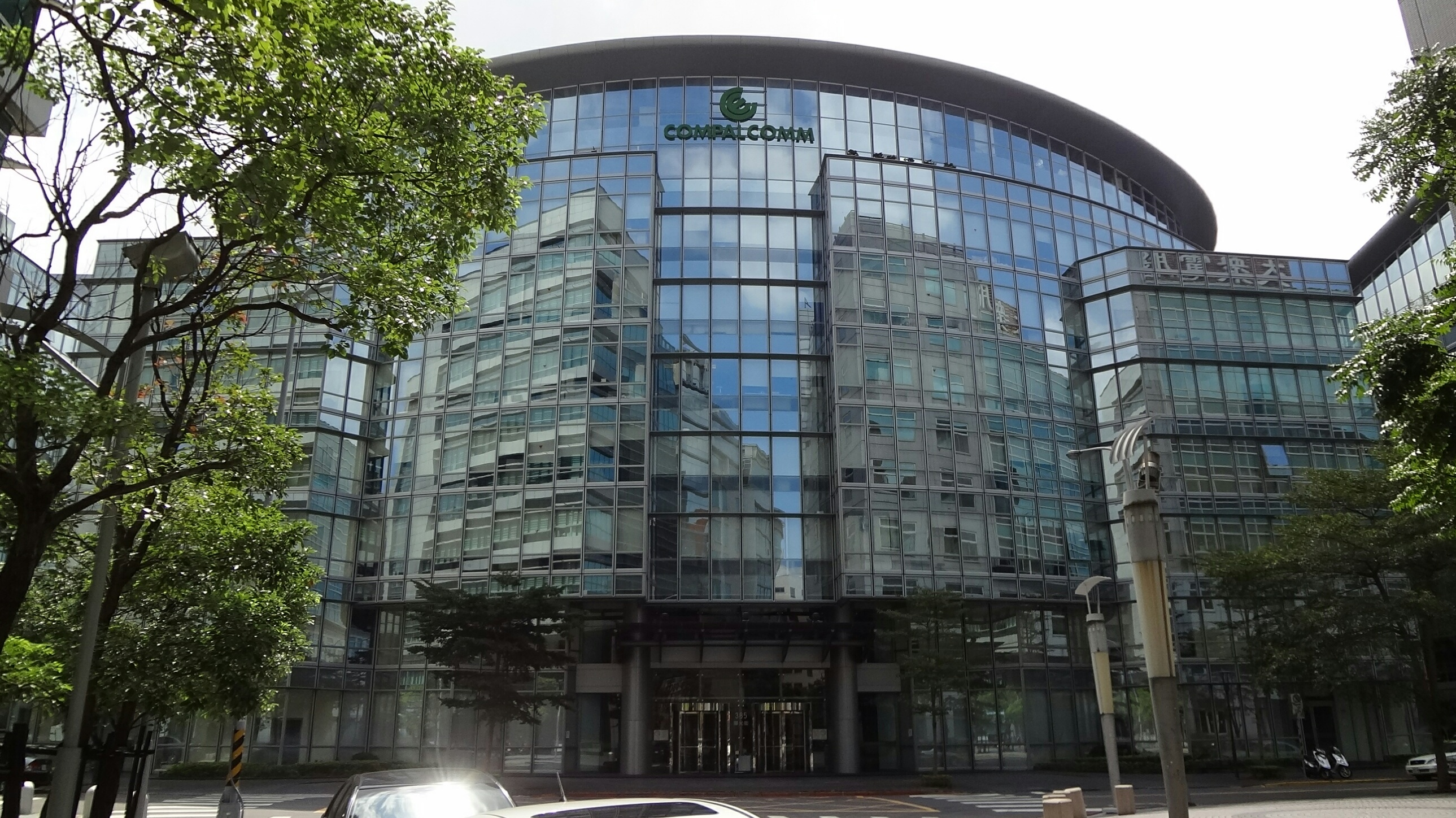
華寶通訊總部

- 1999年2月，黃健華與楊青山合資成立華山通訊，資本額為新臺幣三億四千八百萬元。
- 1999年12月，華山通訊發表第一款雙頻手機T6C/O。
- 2000年5月，華山通訊引入仁寶電腦資金，更名為華寶通訊，黃健華退出經營。
- 2000年6月，現金增資至新臺幣二十億元，其中仁寶電腦佔有股權50.7%。
- 2000年9月，發表體積較為輕巧之手機T6S、T51。
- 2001年10月，通過DNV/TL9000驗證。
- 2001年12月，發表首款超薄手機TC3、首款摺疊式手機F83。
- 2001年1月，發表同時期最輕之手機T38。
- 2001年6月，通過經濟部工業局智慧型手機主導性新產品計畫之補助。
- 2001年6月，與Motorola正式簽約合作。
- 2001年8月，發表首款隱藏式天線之手機T31i。
- 2002年1月，平鎮廠通過BABT認證。
- 2002年2月，與微軟於坎城發表首款智慧型手機AR11。
- 2002年9月，發表國內首款委外設計製造之GPRS彩色手機。
- 2003年12月，在臺灣證券交易所股票上市，股票代號8078。
- 2003年3月，通過ISO 14001認證。
- 2003年4月，經濟部工業局核准以科技事業申請股票上市。
- 2003年8月，發表Motorola首款照相手機E365。
- 2004年10月，華寶十月份出貨量130萬支居全台之首，稱霸台灣手機產業。
- 2004年10月，華寶榮獲第十二屆經濟部產業科技發展獎優等獎。
- 2004年11月，華寶南京廠正式落成典禮。
- 2004年5月，代工生產Alcatel第一支摺疊式相機手機OT835上市。
- 2004年5月，獲選為天下雜誌所評估2003年營運績效最佳企業第一名。
- 2004年7月，獲選為數位時代雜誌所評比之台灣科技100強的第五名，並為百強企業中「成長最快」第五名與「最會賺錢」第六名之公司。
- 2005年10月，通過DNV/TL9000驗證。
- 2005年10月，獲經濟部產業科技發展獎，成為國內唯一連續兩年榮獲科技獎之企業。
- 2005年12月，南京廠月產量突破300萬台，公司手機年出貨量達3800萬支，佔年度台灣手機總出貨量之50%，創台灣手機廠出貨紀錄，亦奠定了華寶國內手機第一大廠之地位。
- 2005年12月，發表首款超薄手機TC3、首款摺疊式手機F83。
- 2005年3月，率先推出全球第一支GSM/GPRS具有AGPS功能的定位手機APL3，並接獲保全業者訂單。
- 2005年3月，與德州儀器合作開發之3G手機成功於法國坎城之3GSM世界會議參展。
- 2005年8月，規劃與仁寶行動通訊部門（PMCC）合併，使公司產品線更為完整。
- 2006年10月，天下雜誌第357期「2006標竿企業聲望調查」中，華寶通訊獲選為通訊業第四名。為日本及台灣知名資訊品牌廠商代工設計3G微軟作業系統的旗鑑級智慧型手機。
- 2006年1月，整合金仁寶集團內之行動通訊產業事業群後，強化3G、PDA手機等高階機種戰力。
- 2006年2月，參加3GSM世界會議，獲得極高評價。
- 2006年3月，營收新臺幣74億元，創新高。
- 2006年5月，獲選天下雜誌345期1000大製造業第61名。獲選商業周刊965期通訊電子業第三名。
- 2006年7月，《數位時代》科技一百強第二名。入圍經濟部智慧財產局主辦國家發明創作獎
- 2006年8月，獲經濟部工業局評選為標竿企業。為法國輪胎大廠代工設計首款車用可攜式導航器（Portable Navigation Device，PND），積極跨入全球衛星定位系統(GPS)領域。
- 2006年10月，天下雜誌第357期2006標竿企業聲望調查，華寶為通訊業第四名。
- 2007年6月，取得2007年iF傳達設計獎。
- 2007年9月，由美國《商業週刊》評選為亞洲最佳50大上市公司第十八名，數位時代雜誌評選為科技一百強第七名、兩岸三地科技百強第十二名、台灣《商業周刊》評選為兩岸三地一千大第158名、天下雜誌評選兩岸三地一千大上市公司第169名。
- 2008年10月，華寶總經理李南雄退休，華寶執行副總經理陳招成接任總經理，仁寶總經理陳瑞聰兼任華寶執行長。
- 2013年10月1日，仁寶電腦宣布以每股新臺幣50.8元、溢價16.7%收購華寶，華寶將下市併入仁寶。
- 2013年11月28日，華寶董事會決議通過與仁寶合併解散案。
- 2014年2月27日，華寶終止股票上市。
- 2014年3月25日，華寶解散。

## 外部連結
- 華寶通訊
- 陳世耀.【手機整機組裝大廠：華寶】從默默無名到手機代工股王.天下雜誌-e天下第037期.2004/ 1/ 1出刊
- 華寶副總經理專訪[永久]